# Recopa de Europa 1960-61
La Recopa de Europa 1960-61 fue la primera edición de la Recopa de Europa. De las entonces 32 asociaciones pertenecientes a la UEFA, participaron únicamente diez equipos debido al escaso interés que algunas de ellas dieron a la nueva competición en comparación con la Copa de Europa y al hecho que en varios países europeos no se disputaba competición regular de copa a nivel nacional. Inicialmente organizada por el comité de la Copa Mitropa, la edición no fue reconocida por la UEFA hasta octubre de 1963 a solicitud de la Federación Italiana de Fútbol.
Disputaron la final el Rangers escocés y la Fiorentina de Italia a doble partido en los estadios de ambos equipos, con victoria del equipo toscano. Es esta la única vez que la final de esta competición se disputó con aquel formato; a partir de entonces se jugó a partido único.

## Ronda Previa
| Equipo 1            | Agr. | Equipo 2         | Ida | Vuelta |
| ------------------- | ---- | ---------------- | --- | ------ |
| Rangers             | 5–4  | Ferencváros      | 4–2 | 1–2    |
| ASK Vorwärts Berlin | 2–3  | Rudá Hvězda Brno | 2–1 | 0–2    |

| 28-9-1960 | Rangers                                | 4–2     | Ferencváros                  | Ibrox Park, Glasgow                                        |                                                            |
|           | Davis 52' · Millar 57' 86' · Brand 73' | Reporte | Orosz 17' · Friedmanszky 79' | Asistencia: 36,024 espectadores Árbitro(s): Václav Korelus | Asistencia: 36,024 espectadores Árbitro(s): Václav Korelus |

| 12-10-1960 | Ferencváros                  | 2–1 (Global 4-5) | Rangers    | Népstadion, Budapest                                      |                                                           |
|            | Orosz 18' · Friedmanszky 48' | Reporte          | Wilson 61' | Asistencia: 25,000 espectadores Árbitro(s): Erich Steiner | Asistencia: 25,000 espectadores Árbitro(s): Erich Steiner |

| 1-8-1960 | ASK Vorwärts Berlin     | 2–1     | Rudá Hvězda Brno | Friedrich-Ludwig-Jahn-Sportpark, Berlin |                                |
|          | Kohle 42' · Nöldner 48' | Reporte | Bubník 77'       | Asistencia: 8,000 espectadores          | Asistencia: 8,000 espectadores |

| 11-8-1960 | Rudá Hvězda Brno         | 2–0 (Global 3-2) | ASK Vorwärts Berlin | Stadion Za Lužánkami, Brno      |                                 |
|           | Bubník 31' · Koláček 43' | Reporte          |                     | Asistencia: 15,000 espectadores | Asistencia: 15,000 espectadores |

## Rondas finales
|  | Cuartos de final                                                                 | Cuartos de final                                                                 | Cuartos de final                                                                 | Cuartos de final                                                                 |   |            | Semifinales                                                      | Semifinales                                                      | Semifinales                                                      | Semifinales                                                      |  |         | Final                                                | Final                                                | Final                                                | Final                                                |  |
|  | 28 de oct. al 15 de nov. de 1960 (ida) 26 de oct. al 28 de dic. de 1960 (vuelta) | 28 de oct. al 15 de nov. de 1960 (ida) 26 de oct. al 28 de dic. de 1960 (vuelta) | 28 de oct. al 15 de nov. de 1960 (ida) 26 de oct. al 28 de dic. de 1960 (vuelta) | 28 de oct. al 15 de nov. de 1960 (ida) 26 de oct. al 28 de dic. de 1960 (vuelta) |   |            | 22 y 29 de marzo de 1961 (ida) 12 y 19 de abril de 1961 (vuelta) | 22 y 29 de marzo de 1961 (ida) 12 y 19 de abril de 1961 (vuelta) | 22 y 29 de marzo de 1961 (ida) 12 y 19 de abril de 1961 (vuelta) | 22 y 29 de marzo de 1961 (ida) 12 y 19 de abril de 1961 (vuelta) |  |         | 17 de mayo de 1961 (ida) 27 de mayo de 1961 (vuelta) | 17 de mayo de 1961 (ida) 27 de mayo de 1961 (vuelta) | 17 de mayo de 1961 (ida) 27 de mayo de 1961 (vuelta) | 17 de mayo de 1961 (ida) 27 de mayo de 1961 (vuelta) |  |
|  |                                                                                  |                                                                                  |                                                                                  |                                                                                  |   |            |                                                                  |                                                                  |                                                                  |                                                                  |  |         |                                                      |                                                      |                                                      |                                                      |  |
|  |                                                                                  |                                                                                  |                                                                                  |                                                                                  |   |            |                                                                  |                                                                  |                                                                  |                                                                  |  |         |                                                      |                                                      |                                                      |                                                      |  |
|  | Bor. Mönchengladbach                                                             | 0                                                                                | 0                                                                                | 0                                                                                |   |            |                                                                  |                                                                  |                                                                  |                                                                  |  |         |                                                      |                                                      |                                                      |                                                      |  |
|  | Bor. Mönchengladbach                                                             | 0                                                                                | 0                                                                                | 0                                                                                |   |            |                                                                  |                                                                  |                                                                  |                                                                  |  |         |                                                      |                                                      |                                                      |                                                      |  |
|  | Rangers                                                                          | 3                                                                                | 8                                                                                | 11                                                                               |   |            |                                                                  |                                                                  |                                                                  |                                                                  |  |         |                                                      |                                                      |                                                      |                                                      |  |
|  | Rangers                                                                          | 3                                                                                | 8                                                                                | 11                                                                               |   | Rangers    | 2                                                                | 1                                                                | 3                                                                |                                                                  |  |         |                                                      |                                                      |                                                      |                                                      |  |
|  |                                                                                  |                                                                                  |                                                                                  |                                                                                  |   | Rangers    | 2                                                                | 1                                                                | 3                                                                |                                                                  |  |         |                                                      |                                                      |                                                      |                                                      |  |
|  |                                                                                  |                                                                                  | Wolverhampton                                                                    | 0                                                                                | 1 | 1          |                                                                  |                                                                  |                                                                  |                                                                  |  |         |                                                      |                                                      |                                                      |                                                      |  |
|  | Austria Viena                                                                    | 2                                                                                | Wolverhampton                                                                    | 0                                                                                | 1 | 1          | 0                                                                | 2                                                                |                                                                  |                                                                  |  |         |                                                      |                                                      |                                                      |                                                      |  |
|  | Austria Viena                                                                    | 2                                                                                |                                                                                  |                                                                                  |   |            |                                                                  |                                                                  |                                                                  |                                                                  |  |         |                                                      |                                                      |                                                      |                                                      |  |
|  | Wolverhampton                                                                    | 0                                                                                | 5                                                                                | 5                                                                                |   |            |                                                                  |                                                                  |                                                                  |                                                                  |  |         |                                                      |                                                      |                                                      |                                                      |  |
|  | Wolverhampton                                                                    | 0                                                                                | 5                                                                                | 5                                                                                |   |            |                                                                  |                                                                  |                                                                  |                                                                  |  | Rangers | 0                                                    | 1                                                    | 1                                                    |                                                      |  |
|  |                                                                                  |                                                                                  |                                                                                  |                                                                                  |   |            |                                                                  |                                                                  |                                                                  |                                                                  |  | Rangers | 0                                                    | 1                                                    | 1                                                    |                                                      |  |
|  |                                                                                  |                                                                                  | Fiorentina                                                                       | 2                                                                                | 2 | 4          |                                                                  |                                                                  |                                                                  |                                                                  |  |         |                                                      |                                                      |                                                      |                                                      |  |
|  | Lucerna                                                                          | 0                                                                                | Fiorentina                                                                       | 2                                                                                | 2 | 4          | 2                                                                | 2                                                                |                                                                  |                                                                  |  |         |                                                      |                                                      |                                                      |                                                      |  |
|  | Lucerna                                                                          | 0                                                                                |                                                                                  |                                                                                  |   |            |                                                                  |                                                                  |                                                                  |                                                                  |  |         |                                                      |                                                      |                                                      |                                                      |  |
|  | Fiorentina                                                                       | 3                                                                                | 6                                                                                | 9                                                                                |   |            |                                                                  |                                                                  |                                                                  |                                                                  |  |         |                                                      |                                                      |                                                      |                                                      |  |
|  | Fiorentina                                                                       | 3                                                                                | 6                                                                                | 9                                                                                |   | Fiorentina | 3                                                                | 1                                                                | 4                                                                |                                                                  |  |         |                                                      |                                                      |                                                      |                                                      |  |
|  |                                                                                  |                                                                                  |                                                                                  |                                                                                  |   | Fiorentina | 3                                                                | 1                                                                | 4                                                                |                                                                  |  |         |                                                      |                                                      |                                                      |                                                      |  |
|  |                                                                                  |                                                                                  | Dinamo Zagreb                                                                    | 0                                                                                | 2 | 2          |                                                                  |                                                                  |                                                                  |                                                                  |  |         |                                                      |                                                      |                                                      |                                                      |  |
|  | RH Brno                                                                          | 0                                                                                | Dinamo Zagreb                                                                    | 0                                                                                | 2 | 2          | 0                                                                | 0                                                                |                                                                  |                                                                  |  |         |                                                      |                                                      |                                                      |                                                      |  |
|  | RH Brno                                                                          | 0                                                                                |                                                                                  |                                                                                  |   |            |                                                                  |                                                                  |                                                                  |                                                                  |  |         |                                                      |                                                      |                                                      |                                                      |  |
|  | Dinamo Zagreb                                                                    | 0                                                                                | 2                                                                                | 2                                                                                |   |            |                                                                  |                                                                  |                                                                  |                                                                  |  |         |                                                      |                                                      |                                                      |                                                      |  |
|  | Dinamo Zagreb                                                                    | 0                                                                                | 2                                                                                | 2                                                                                |   |            |                                                                  |                                                                  |                                                                  |                                                                  |  |         |                                                      |                                                      |                                                      |                                                      |  |
|  |                                                                                  |                                                                                  |                                                                                  |                                                                                  |   |            |                                                                  |                                                                  |                                                                  |                                                                  |  |         |                                                      |                                                      |                                                      |                                                      |  |

### Cuartos de final
Ida
| 15-11-1960 | Borussia Mönchengladbach | 0–3     | Rangers                               | Rheinstadion, Düsseldorf        |                                 |
|            |                          | Reporte | Millar 23' · Scott 25' · McMillan 58' | Asistencia: 45,000 espectadores | Asistencia: 45,000 espectadores |

| 12-10-1960 | Austria Wien              | 2–0     | Wolverhampton Wanderers | Praterstadion, Vienna           |                                 |
|            | Riegler 71' · Huschek 86' | Reporte |                         | Asistencia: 23,000 espectadores | Asistencia: 23,000 espectadores |

| 23-11-1960 | FC Lucerne | 0–3     | Fiorentina                 | Stadion Allmend, Lucerne                                     |                                                              |
|            |            | Reporte | Petris 3' · Hamrin 35' 81' | Asistencia: 11,000 espectadores Árbitro(s): Kurt Tschenscher | Asistencia: 11,000 espectadores Árbitro(s): Kurt Tschenscher |

| 28-9-1960 | Rudá Hvězda Brno | 0–0     | Dinamo Zagreb | Stadion Za Lužánkami, Brno     |                                |
|           |                  | Reporte |               | Asistencia: 7,000 espectadores | Asistencia: 7,000 espectadores |

Vuelta
| 30-11-1960 | Rangers                                                                          | 8–0 (Global 11-0) | Borussia Mönchengladbach | Ibrox Park, Glasgow             |                                 |
|            | Baxter 2' · Brand 17' 44' 51' · Pfeiffer 31' (o.g.) · Millar 45' 53' · Davis 65' | Reporte           |                          | Asistencia: 38,174 espectadores | Asistencia: 38,174 espectadores |

| 30-11-1960 | Wolverhampton Wanderers                        | 5–0 (Global 5-2) | Austria Wien | Molineux Stadium, Wolverhampton |                                 |
|            | Kirkham 1' 26' · Mason 35' · Broadbent 70' 72' | Reporte          |              | Asistencia: 31,699 espectadores | Asistencia: 31,699 espectadores |

| 28-12-1960 | Fiorentina                                                | 6–2 (Global 9-2) | FC Lucerne          | Stadio Comunale, Florence      |                                |
|            | Antoninho 28' 52' 75' · Hamrin 33' (pen.) 46' · Milan 38' | Reporte          | Frey 43' · Hahn 55' | Asistencia: 5,000 espectadores | Asistencia: 5,000 espectadores |

| 26-10-1960 | Dinamo Zagreb            | 2–0 (Global 2-0) | Rudá Hvězda Brno | Gradski Stadion Maksimir, Zagreb |                                 |
|            | Matuš 10' · Jerković 15' | Reporte          |                  | Asistencia: 12,000 espectadores  | Asistencia: 12,000 espectadores |

### Semifinales
Ida
| 29-3-1961 | Rangers               | 2–0     | Wolverhampton Wanderers | Ibrox Park, Glasgow                                      |                                                          |
|           | Scott 33' · Brand 84' | Reporte |                         | Asistencia: 79,229 espectadores Árbitro(s): Cesare Jonni | Asistencia: 79,229 espectadores Árbitro(s): Cesare Jonni |

| 22-3-1961 | Fiorentina                                | 3–0     | Dinamo Zagreb | Stadio Comunale, Florence      |                                |
|           | Antoninho 40' · da Costa 69' · Petris 80' | Reporte |               | Asistencia: 3,200 espectadores | Asistencia: 3,200 espectadores |

Vuelta
| 19-4-1961 | Wolverhampton Wanderers | 1–1 (Global 1-3) | Rangers   | Molineux Stadium, Wolverhampton |                              |
|           | Broadbent 65'           | Reporte          | Scott 45' | Árbitro(s): Gottfried Dienst    | Árbitro(s): Gottfried Dienst |

| 12-4-1961 | Dinamo Zagreb              | 2–1 (Global 2-4) | Fiorentina | Gradski Stadion Maksimir, Zagreb |                                 |
|           | Matuš 15' · Haraminčić 18' | Reporte          | Petris 50' | Asistencia: 20,000 espectadores  | Asistencia: 20,000 espectadores |

## Final

### Ida
| 1  | POR | Billy Ritchie |  |
| 2  | DEF | Bobby Shearer |  |
| 5  | DEF | Bill Paterson |  |
| 4  | DEF | Harold Davis  |  |
| 3  | DEF | Eric Caldow   |  |
| 6  | MED | Jim Baxter    |  |
| 7  | MED | Davie Wilson  |  |
| 8  | MED | Ian McMillan  |  |
| 11 | MED | Robert Hume   |  |
| 10 | DEL | Ralph Brand   |  |
| 9  | DEL | Alex Scott    |  |
| DT | DT  | Scot Symon    |  |

| 1  | POR | Enrico Albertosi   |  |
| 2  | DEF | Vincenzo Robotti   |  |
| 4  | DEF | Piero Gonfiantini  |  |
| 5  | DEF | Alberto Orzan      |  |
| 3  | DEF | Sergio Castelletti |  |
| 6  | MED | Claudio Rimbaldo   |  |
| 7  | MED | Kurt Hamrin        |  |
| 8  | MED | Dante Micheli      |  |
| 11 | MED | Gianfranco Petris  |  |
| 9  | DEL | Dino da Costa      |  |
| 10 | DEL | Luigi Milan        |  |
| DT | DT  | Nándor Hidegkuti   |  |

|  | 12' | Luigi Milan | 0-1 |
|  | 88' | Luigi Milan | 0-2 |

| Árbitro | Erich Steiner |

| 1  | POR | Billy Ritchie |  |
| 2  | DEF | Bobby Shearer |  |
| 5  | DEF | Bill Paterson |  |
| 4  | DEF | Harold Davis  |  |
| 3  | DEF | Eric Caldow   |  |
| 6  | MED | Jim Baxter    |  |
| 7  | MED | Davie Wilson  |  |
| 8  | MED | Ian McMillan  |  |
| 11 | MED | Robert Hume   |  |
| 10 | DEL | Ralph Brand   |  |
| 9  | DEL | Alex Scott    |  |
| DT | DT  | Scot Symon    |  |

| 1  | POR | Enrico Albertosi   |  |
| 2  | DEF | Vincenzo Robotti   |  |
| 4  | DEF | Piero Gonfiantini  |  |
| 5  | DEF | Alberto Orzan      |  |
| 3  | DEF | Sergio Castelletti |  |
| 6  | MED | Claudio Rimbaldo   |  |
| 7  | MED | Kurt Hamrin        |  |
| 8  | MED | Dante Micheli      |  |
| 11 | MED | Gianfranco Petris  |  |
| 9  | DEL | Dino da Costa      |  |
| 10 | DEL | Luigi Milan        |  |
| DT | DT  | Nándor Hidegkuti   |  |

|  | 12' | Luigi Milan | 0-1 |
|  | 88' | Luigi Milan | 0-2 |

| Árbitro | Erich Steiner |

### Vuelta
| 1  | POR | Enrico Albertosi   |  |
| 2  | DEF | Vincenzo Robotti   |  |
| 4  | DEF | Piero Gonfiantini  |  |
| 5  | DEF | Alberto Orzan      |  |
| 3  | DEF | Sergio Castelletti |  |
| 6  | MED | Claudio Rimbaldo   |  |
| 7  | MED | Kurt Hamrin        |  |
| 8  | MED | Dante Micheli      |  |
| 11 | MED | Gianfranco Petris  |  |
| 9  | DEL | Dino da Costa      |  |
| 10 | DEL | Luigi Milan        |  |
| DT | DT  | Nándor Hidegkuti   |  |

| 1  | POR | Billy Ritchie |  |
| 2  | DEF | Bobby Shearer |  |
| 5  | DEF | Bill Paterson |  |
| 4  | DEF | Harold Davis  |  |
| 3  | DEF | Eric Caldow   |  |
| 6  | MED | Jim Baxter    |  |
| 7  | MED | Alex Scott    |  |
| 8  | MED | Ian McMillan  |  |
| 11 | MED | Davie Wilson  |  |
| 10 | DEL | Ralph Brand   |  |
| 9  | DEL | Jimmy Millar  |  |
| DT | DT  | Scot Symon    |  |

|  | 12' | Luigi Milan | 1-0 |
|  | 86' | Kurt Hamrin | 2-1 |

|  | 60' | Alex Scott | 1-1 |

| Árbitro | Vilmos Hernádi |

| 1  | POR | Enrico Albertosi   |  |
| 2  | DEF | Vincenzo Robotti   |  |
| 4  | DEF | Piero Gonfiantini  |  |
| 5  | DEF | Alberto Orzan      |  |
| 3  | DEF | Sergio Castelletti |  |
| 6  | MED | Claudio Rimbaldo   |  |
| 7  | MED | Kurt Hamrin        |  |
| 8  | MED | Dante Micheli      |  |
| 11 | MED | Gianfranco Petris  |  |
| 9  | DEL | Dino da Costa      |  |
| 10 | DEL | Luigi Milan        |  |
| DT | DT  | Nándor Hidegkuti   |  |

| 1  | POR | Billy Ritchie |  |
| 2  | DEF | Bobby Shearer |  |
| 5  | DEF | Bill Paterson |  |
| 4  | DEF | Harold Davis  |  |
| 3  | DEF | Eric Caldow   |  |
| 6  | MED | Jim Baxter    |  |
| 7  | MED | Alex Scott    |  |
| 8  | MED | Ian McMillan  |  |
| 11 | MED | Davie Wilson  |  |
| 10 | DEL | Ralph Brand   |  |
| 9  | DEL | Jimmy Millar  |  |
| DT | DT  | Scot Symon    |  |

|  | 12' | Luigi Milan | 1-0 |
|  | 86' | Kurt Hamrin | 2-1 |

|  | 60' | Alex Scott | 1-1 |

| Árbitro | Vilmos Hernádi |

## Campeón
| Bandera de Italia            |
| Campeón Fiorentina 1° título |

## Publicaciones varias
- — PDF «European Cup Winners' Cup makes its debut». uefadirect (en inglés) (100). agosto 2010. uefadirect.

| Predecesor: No tiene | Recopa de Europa 1960/61 | Sucesor: 1961/62 |

- Datos: Q280005